# Cylindrotoma borealis
Cylindrotoma borealis är en tvåvingeart som beskrevs av Peus 1952. Cylindrotoma borealis ingår i släktet Cylindrotoma och familjen mellanharkrankar. Inga underarter finns listade i Catalogue of Life.